# Jokadu

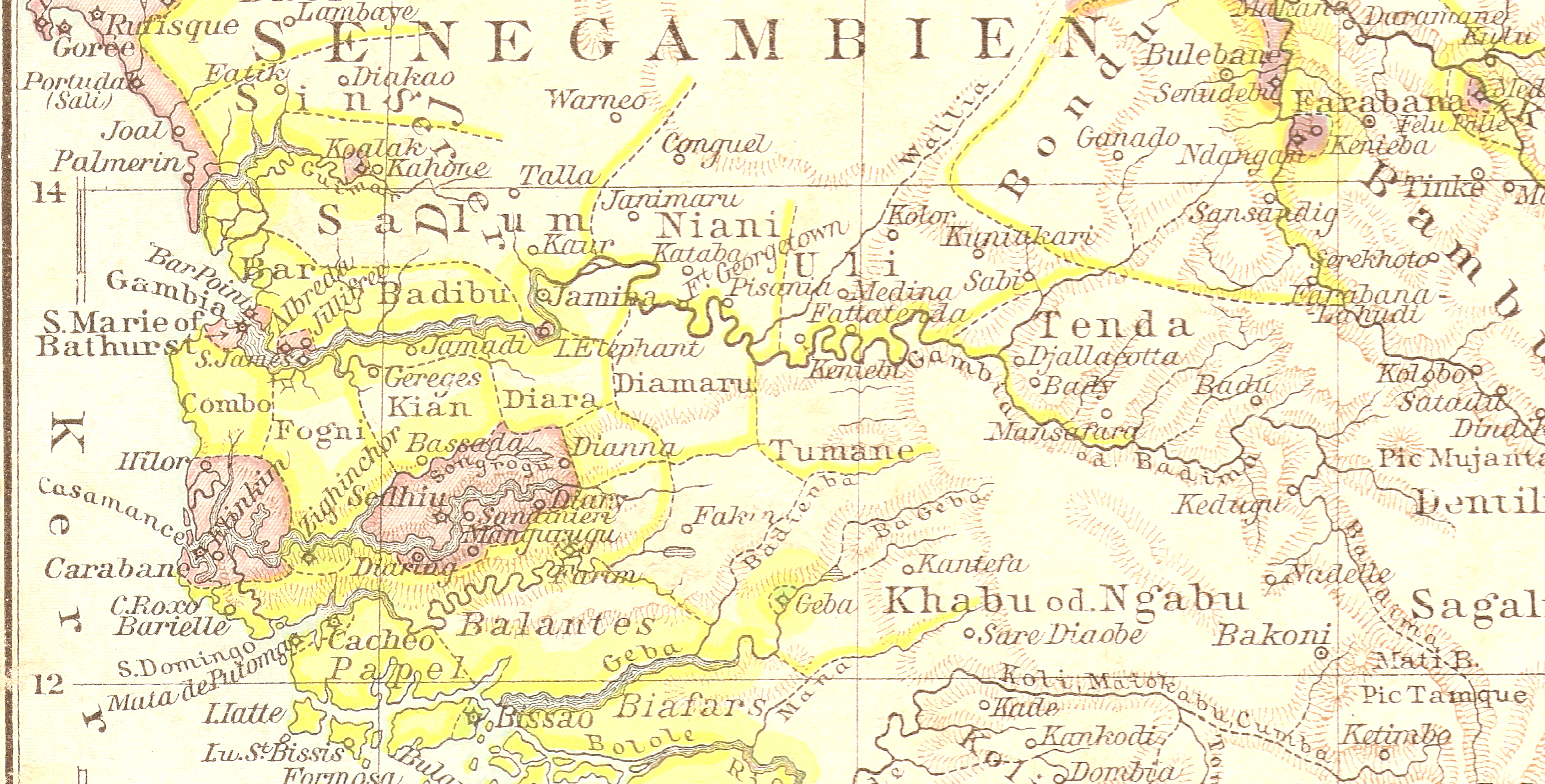
Alte Karte von der Region aus dem Andrees Allgemeiner Handatlas (1881)

Jokadu war ein historisches Reich im westafrikanischen Staat Gambia.

## Geschichte
Das Reich war im frühen 19. Jahrhundert eines der fünf Reiche der Mandinka am nördlichen Ufer des Gambia-Flusses. Es erstreckte sich dabei im Westen bis zum Jurunku Bolong, der auch die Grenze zum Reich Niumi bildet. Im Osten benachbart lag das Reich Baddibu, hier stellte der Kutang Bolong die natürliche Grenze dar. 
In der North Bank Region existiert noch heute ein Distrikt, der Bezug auf dieses Reich nimmt.

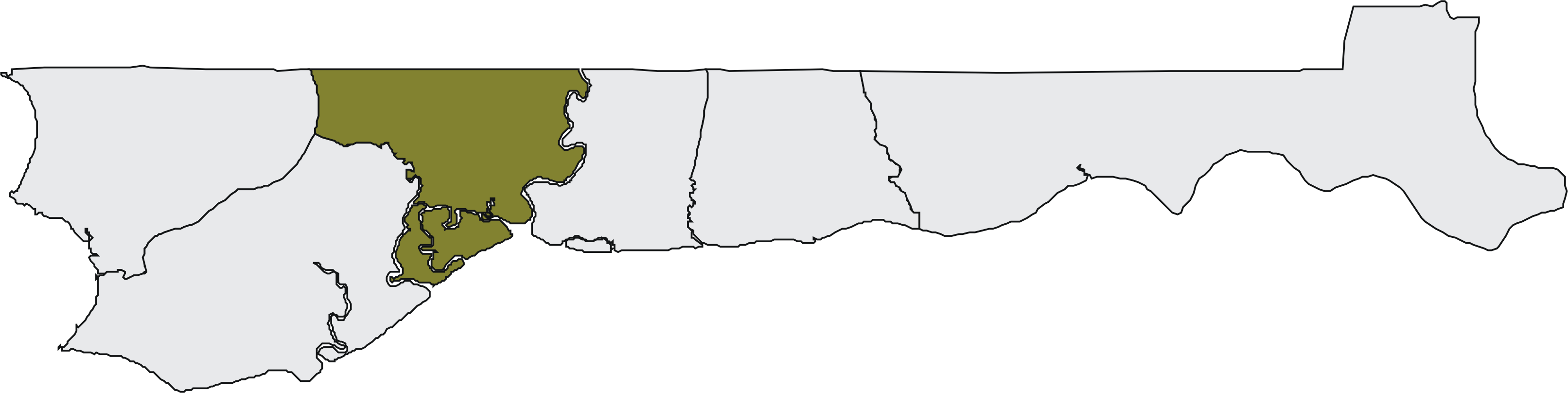
Der heutige Distrikt Jokadu in der North Bank Region